# ヤミナ・バチル
ヤミナ・バチル (Yamina Bachir、1954年3月20日 – 2022年4月3日) はアルジェリアの映画監督、 脚本家。
彼女の作品であるRachida は、2002年第55回カンヌ国際映画祭のある視点部門で上映された。 Rachidaは「アルジェリア人女性が監督した最初の35mm映画」と言われている。この映画は主にフランスとヨーロッパの資金提供会社によって資金提供された。

## Filmography
- Sandstorm (1982)
- Rachida (2002)